# Carnaval de Paris
Carnaval de Paris is een instrumentaal nummer van de Britse band Dario G uit 1998.

## Achtergrond
Het lied werd opgenomen voor het Wereldkampioenschap voetbal 1998. De stijl is elektronische muziek maar bevat ook elementen van Schotse doedelzakmuziek. Het nummer stond 13 weken op de 10e plaats in de Vlaamse Ultratop 50. In de clip zijn er kinderen beschilderd met de vlaggen van Schotland, Brazilië en Zuid-Afrika.